# Темко Попов
Темистокли (Темко) Стефанов Попов или Попович (на сръбски: Темко Поповић; на македонска литературна норма: Темко Попов) е македонски деец и сърбоманин, смятан за един от ранните македонисти от края на XIX и началото на XX век.

## Биография
Роден е в Охрид, където завършва основно гръцко училище, а след това завършва и гимназия в Атина. В Атина работи в различни православни агенции, както и в редакциите на различни вестници. След това работи като учител в Одрин. По-късно е домакин в Българската мъжка гимназия в Битоля. По-късно се мести в София, където заедно с Наум Евров, Коста Групчев и Васил Карайовов основават македонисткия Таен македонски комитет. Подгонен от българските власти в края на август 1886 година той се мести в Белград, където води тайни преговори със сръбското правителство по македонския въпрос. В резултат участва в учредяване на така нареченото Дружество на сърбомакедонците в Белград.
От Белград той е изпратен от сръбските власти в Солун, където успява да се внедри на работа като домакин в Българската гимназия. Пропагандата му е толкова успешна, че през януари 1887 година в Солунската гимназия избухва ученически бунт, в резултат на който група ученици, приемат предложението да отидат и да учат безплатно на разноските на дружество „Свети Сава” в Белград. Официален водач на бунта е Панто Кондов от Прилеп, а идеен подбудител Темко Попов. След това той е прогонен от гимназията.
От 1887 до 1913 година Темко Попович е на сръбска дипломатическа служба последователно в Солун, Цариград и Атина. През 1889 година в Солун завършва текста на брошурата за политичката ситуация в Македония, под наслов „Кой е крив“. През 1908-1909 живее в Цариград, където е сръбски депутат в Отоманския парламент и издава вестник „Цариградски гласник“. По-късно работи в сръбската легация в Атина до края на Балканските войни, след което се мести в Сърбия. През 1918 година е назначен за сръбски кмет на Охрид. През 1921 година е назначен за инспектор в земеделската служба в Битоля, където се пенсионира.
По повод на Попов, Кузман Шапкарев пише в писмо до Марин Дринов от 10 септември 1888 г.:
| „ | ...Един изрод - Темко Попов, който е син на охридския незаконороден гръковладички син, Стефан Владиков, бивш предател на покойния Димитър Миладинова... Темко Попов и Коста Групчев - днес и двамата тези глождат кокалите на сръбското в Цариград посолство, като го лъжат, че ще обърнат македонските българи на старосърби... | “ |